# Kodjovi Mawuena
Kodjovi Djikopor Mawuena (* 31. Dezember 1959 in Tsévié) ist ein togoischer Fußballtrainer und ehemaliger Nationalspieler. Er ist Co-Trainer der Togoischen Fußballnationalmannschaft und betreute die Mannschaft in den vergangenen Jahren wiederholt zeitweise als Nationaltrainer.
In seiner Zeit als aktiver Spieler (Position: Abwehrspieler) führte er die togoische Nationalmannschaft in der Fußball-Afrikameisterschaft 1984 als Mannschaftskapitän an.
Bei der Fußball-Afrikameisterschaft 2000 ersetzte er Gottlieb Göller als Nationaltrainer, der nach dem ersten Spiel zurücktrat.
Während der Fußball-Weltmeisterschaft 2006 war er ein Mitglied des togoischen Trainerstabes. Als Trainer Otto Pfister und sein Assistent Piet Hamberg am 9. Juni wegen eines ungelösten Prämienstreits zurücktraten, übernahm Mawuena, der zuvor als zweiter Assistenztrainer fungiert hatte, interimistisch das Amt des Trainers. Er leitete jedoch nur ein einziges Training, da Otto Pfister bereits am 12. Juni auf seinen Posten zurückkehrte.
In der Qualifikation zur Afrikanischen Nationenmeisterschaft 2009 unterlag die togoische Nationalmannschaft im Mai 2008 unter seiner Leitung gegen Ghana.
Nachdem Henri Stambouli 2008 die togoische Nationalmannschaft als Trainer verlassen hatte, übernahm Mawuena dessen Aufgaben für sechs Monate. 
In dieser Zeit führte er die togoische Nationalmannschaft in der Qualifikation zur Fußball-Afrikameisterschaft 2010 zum Sieg gegen die Swasiländische Fußballnationalmannschaft. An der Afrikameisterschaft nahm die Mannschaft jedoch nach einem Anschlag auf ihren Bus auf Druck der togoischen Regierung trotz Qualifikation nicht teil.
Daneben trainierte Mawuena auch verschiedene Fußballmannschaften der togoischen Fußballliga, darunter Dynamic Togolais (Lomé). 2004 wurde er in seinem Heimatland zum „Trainer des Jahres“ gewählt.